# Union internationale de physique pure et appliquée
L'Union internationale de physique pure et appliquée (UIPPA, en anglais IUPAP) est un organisme de recherche international fondé en 1922, constitué sous la forme d'une association à but non lucratif ayant pour but la coopération internationale dans le domaine de la physique. Elle fait partie du Conseil international pour la science. La France y est représentée par le Comité français de physique. 